# Rákóczi út
Rákóczi út est une avenue située entre le 7e arrondissement et les quartiers de Népszínház et Palotanegyed (8e arrondissement) à Budapest. Il s'agit d'un axe de circulation important, reliant la gare de Budapest-Keleti au Kiskörút (au niveau d'Astoria) après lequel il prend le nom de Kossuth Lajos utca. Il est parcouru tout au long par la ligne   du métro de Budapest. Il traverse également le Nagykörút au niveau de Blaha Lujza tér.